# Gare de Pannóniatelep
La gare de Pannóniatelep est une gare ferroviaire située dans la ville de Szentendre dans le comitat de Pest, en Hongrie centrale, en Hongrie. Elle est desservie par la ligne H5 du HÉV de Budapest.

## Situation ferroviaire
La gare est située à 19,7 kilomètres du terminus Batthyány tér et à 1,2 kilomètre de Szentendre. Elle se trouve à la périphérie de la ville, le long de la rue Irányi Dániel, à une altitude de 101 mètres.

## Service des voyageurs

### Intermodalité
Cette gare ne possède aucune correspondance avec le réseau BKV.